# Bahnstrecke Paola–Cosenza
| Nach Paola verkehrender Personenzug kurz vor Castiglione Cosentino |                                    |                                             |                                             |
| Streckenprofil: blau: ursprüngliche Adhäsionsabschnitte, rot: Zahnstange |                                    |                                             |                                             |
| Streckenlänge: | bis 1987: 35 km seit 1987: 25,9 km |                                             |                                             |
| Spurweite: | 1435 mm (Normalspur)               |                                             |                                             |
| Stromsystem: | seit 1987: 3 kV =                  |                                             |                                             |
| Maximale Neigung: | bis 1987: 75 ‰ seit 1987: 18 ‰     |                                             |                                             |
| Zahnstangensystem: | bis 1987: Strub                    |                                             |                                             |
| |                                    |                                             |                                             |
| \| \| \| von Salerno \| \| \| \| 0 0,000 \| Paola \| 10 m s.l.m. \| \| \| \| \| \| \| \| \| Santomarco-Basistunnel (15'332 m) seit 1987 \| \| \| \| \| nach Reggio di Calabria \| \| \| \| \| Beginn Zahnstange (bis 1987) \| \| \| \| \| Ende Zahnstange \| \| \| \| 5,8 \| San Lucido \| 192 m s.l.m. \| \| \| \| Beginn Zahnstange \| \| \| \| \| Ende Zahnstange \| \| \| \| 10,5 \| Falconara Albanese \| 454 m s.l.m. \| \| \| 9,180 \| Santomarco \| Santomarco \| \| \| 18,2 \| San Fili \| 514 m s.l.m. \| \| \| \| Beginn Zahnstange \| \| \| \| \| Ende Zahnstange \| \| \| \| 23,0 \| Rende \| 280 m s.l.m. \| \| \| \| \| \| \| \| \| nach und von Sibari \| \| \| \| 28,1 19,628 \| Castiglione Cosentino \| 180 m s.l.m. \| \| \| \| \| \| \| \| 25,886 \| Cosenza seit 1987 \| Cosenza seit 1987 \| \| \| 35 \| Cosenza bis 1987 \| 232 m s.l.m. \| \| \| \| FC nach Catanzaro \| \| \| Quelle: Ferrovie abbandonate \| \| \| \| |                                    |                                             |                                             |
| Strecke |                                    | von Salerno                                 | von Salerno                                 |
| Bahnhof | 0 0,000                            | Paola                                       | 10 m s.l.m.                                 |
| Abzweig geradeaus und nach links · Strecke quer · Strecke von rechts |                                    |                                             |                                             |
| Strecke · Tunnelanfang |                                    | Santomarco-Basistunnel (15'332 m) seit 1987 | Santomarco-Basistunnel (15'332 m) seit 1987 |
| Abzweig quer und ehemals von links · Abzweig quer und nach rechts · Strecke Tunnelanfang und quer · Abzweig geradeaus und von rechts (im Tunnel) |                                    | nach Reggio di Calabria                     | nach Reggio di Calabria                     |
| Strecke (im Tunnel) |                                    | Beginn Zahnstange (bis 1987)                | Beginn Zahnstange (bis 1987)                |
| Strecke (im Tunnel) |                                    | Ende Zahnstange                             | Ende Zahnstange                             |
| Bahnhof (Strecke außer Betrieb) · Strecke (im Tunnel) | 5,8                                | San Lucido                                  | 192 m s.l.m.                                |
| Strecke (im Tunnel) |                                    | Beginn Zahnstange                           | Beginn Zahnstange                           |
| Strecke (im Tunnel) |                                    | Ende Zahnstange                             | Ende Zahnstange                             |
| Bahnhof (Strecke außer Betrieb) · Strecke (im Tunnel) | 10,5                               | Falconara Albanese                          | 454 m s.l.m.                                |
| Strecke (außer Betrieb) · Dienststation / Betriebs- oder Güterbahnhof (im Tunnel) | 9,180                              | Santomarco                                  | Santomarco                                  |
| Bahnhof (Strecke außer Betrieb) · Strecke (im Tunnel) | 18,2                               | San Fili                                    | 514 m s.l.m.                                |
| Strecke (im Tunnel) |                                    | Beginn Zahnstange                           | Beginn Zahnstange                           |
| Strecke (im Tunnel) |                                    | Ende Zahnstange                             | Ende Zahnstange                             |
| Bahnhof (Strecke außer Betrieb) · Strecke (im Tunnel) | 23,0                               | Rende                                       | 280 m s.l.m.                                |
| Strecke (außer Betrieb) · Tunnelende |                                    |                                             |                                             |
| Strecke nach links (außer Betrieb) · Abzweig von links und ehemals von rechts · Strecke quer · Abzweig quer, nach links und nach rechts |                                    | nach und von Sibari                         | nach und von Sibari                         |
| Bahnhof | 28,1 19,628                        | Castiglione Cosentino                       | 180 m s.l.m.                                |
| Abzweig ehemals geradeaus und nach links · Strecke quer · Strecke von rechts |                                    |                                             |                                             |
| Strecke (außer Betrieb) · Kopfbahnhof Streckenanfang · Kopfbahnhof Streckenende | 25,886                             | Cosenza seit 1987                           | Cosenza seit 1987                           |
| Kopfbahnhof Streckenanfang (Strecke außer Betrieb) · Kopfbahnhof Streckenende (Strecke außer Betrieb) · Strecke | 35                                 | Cosenza bis 1987                            | 232 m s.l.m.                                |
| Strecke (außer Betrieb) · Strecke |                                    | FC nach Catanzaro                           | FC nach Catanzaro                           |
| Quelle: Ferrovie abbandonate |                                    |                                             |                                             |

Die Bahnstrecke Paola–Cosenza ist eine eingleisige normalspurige Eisenbahnstrecke der Ferrovie dello Stato Italiane (FS) in der süditalienischen Provinz Cosenza, die Paola am Tyrrhenischen Meer mit der Provinzhauptstadt Cosenza verbindet. Die ursprüngliche, abschnittweise mit Zahnstange System Strub ausgestattete Bergstrecke wurde im Jahr 1987 durch den 15,332 Kilometer langen Santomarco-Basistunnel ersetzt.

## Ursprüngliche Strecke mit Zahnstange

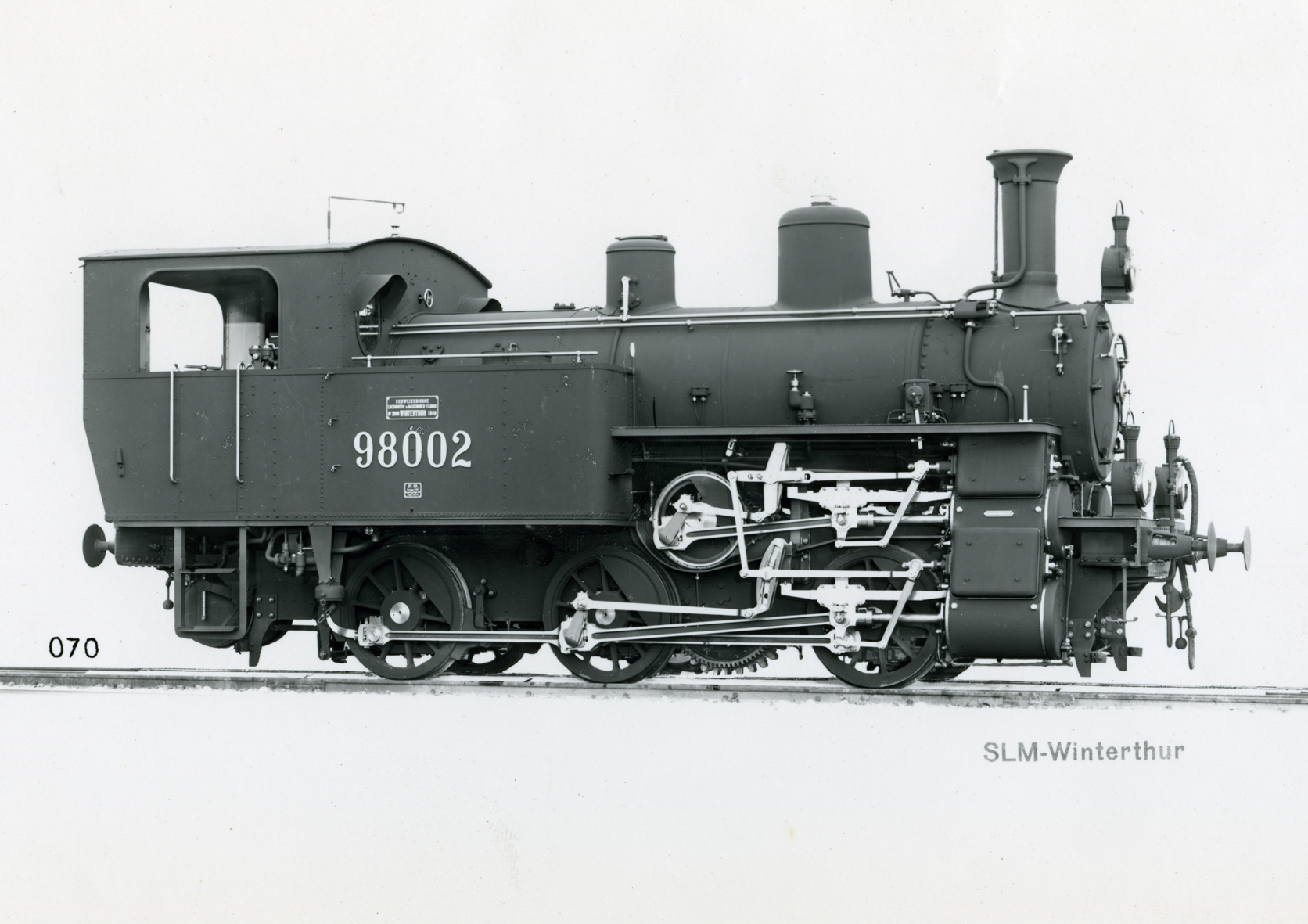
Nassdampflokomotive FS-Baureihe 980 mit Adhäsions- und Zahnradantrieb

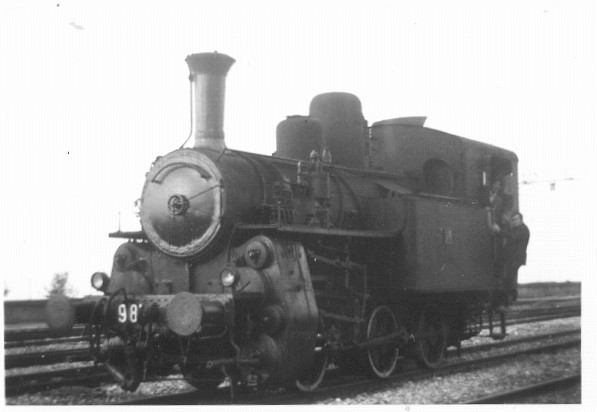
Heißdampflokomotive Baureihe 981 im Jahr 1971 in Paola

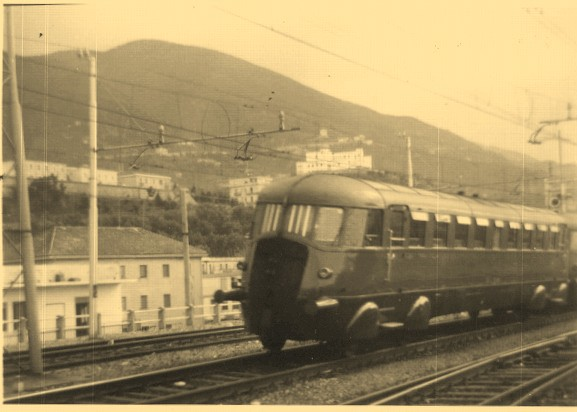
Triebwagen Aln 56.1901 bei der Ankunft in Paola

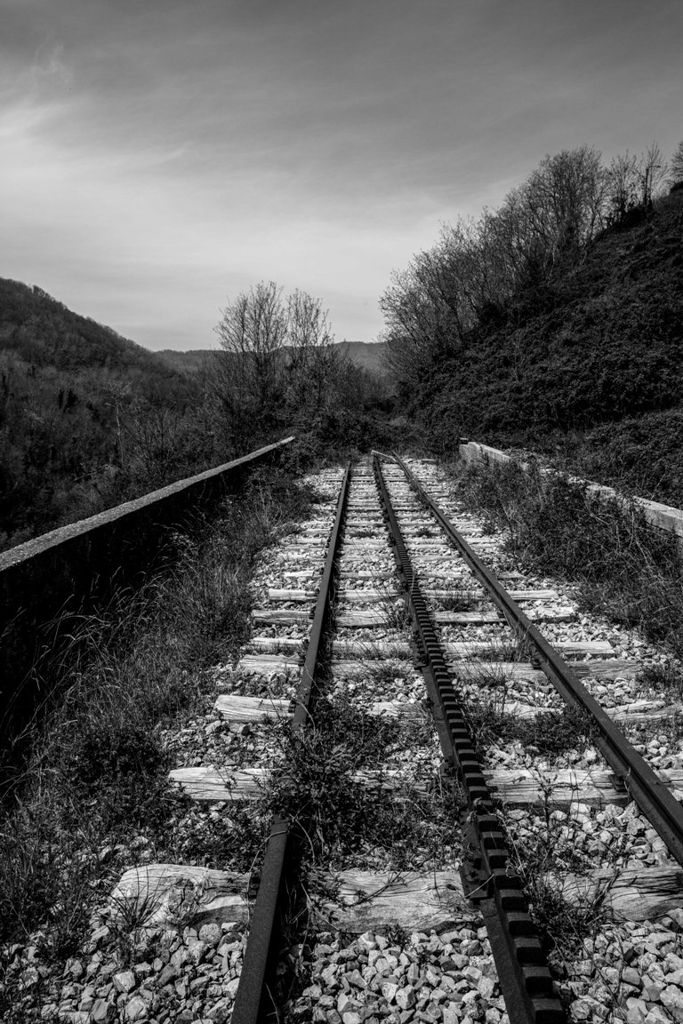
Am 28. April 1987 wurde der Betrieb der Zahnradstrecke eingestellt

Für die Überwindung des Gebirgszugs zwischen Cosenza und dem Tyrrhenischen Meer nahm die mit bis 75 ‰ Steigung konzipierte Nebenstrecke die Hilfe der Strub-Zahnstange in Anspruch. Die 1907 aufgenommenen Bauarbeiten stießen auf große Schwierigkeiten, so dass die Strecke erst am 2. August 1915 mit einer zweijährigen Verzögerung eröffnet werden konnte. Für die Zugförderung bestellten die FS bei der Schweizerischen Lokomotiv- und Maschinenfabrik (SLM) in Winterthur acht Nassdampflokomotiven der Baureihe 980 mit getrenntem Adhäsions- und Zahnradantrieb System Winterthur. Vier solcher Maschinen standen bereits bei der Zahnradbahn Saline di Volterra–Volterra im Einsatz. Obwohl die Reisezugwagen CDUIz 64.900–908 mit Zahnradbremsen ausgerüstet waren, wurden aus Sicherheitsgründen die Lokomotiven stets talseitig im Zug eingereiht, so dass unterwegs jeweils ein Rangiermanöver notwendig war.
Im Jahr 1922 lieferte Breda die Baureihe 981, die mit SLM-Lizenz nach dem Vorbild der Baureihe 980 erbaut wurde. Die Heißdampflokomotiven erlaubten zwar eine Vergrößerung der Vorstelllast, aber keine nennenswerten Fahrzeitgewinne.
Die positiven Erfahrungen mit den Triebwagen ALn 56 veranlassten die FS, zur Beschleunigung des Verkehrs zwischen Paola und Cosenza neun spezielle Fahrzeuge dieser Baureihe zu beschaffen. Zur Vergrößerung der Zugkraft wurden alle statt nur die Hälfte der Achsen angetrieben und der 105-PS-Fiat-Dieselmotor erhielt ein Getriebe mit einem kleineren Übersetzungsverhältnis. Auf einen Zahnradantrieb wurde verzichtet, aber die Fahrzeuge erhielten Bremszahnräder. Die 1937 und 1938 abgelieferten Triebwagen mit ihrer abgerundeten aerodynamischen Stirnseite erhielten die Bezeichnung ALn 56.1901–1910. Mit ihrer größeren Geschwindigkeit und dem Verzicht der Rangiermanöver unterwegs ermöglichten sie eine Fahrzeitreduktion auf 90 Minuten.
Im Jahr 1955 wurden sechs neue Fiat-Triebwagen der Reihe ALn 64.1000 in Dienst gestellt, die bei den Fahrgästen wegen des höheren Komforts geschätzt waren. Die für den Einsatz auf der Strecke Paola–Cosenza konzipierte Kleinserie wurde von der Baureihe RALn 60 abgeleitet, die sich bei den sizilianischen Schmalspurbahnen bewährte. Der unten am Wagenkasten montierte 185-PS-Dieselmotor trieb die vier Adhäsionsachsen über ein mechanisches 5-Gang-Getriebe an. Zur Gewährleistung der Sicherheit auf der Steilstrecke war wiederum eine Zahnradbremse vorhanden.

## Neubaustrecke mit Santomarco-Basistunnel
Bereits Ende der 1930er-Jahre entstanden Pläne für eine neue Linienführung, um den langsamen und unterhaltsintensiven Zahnradbahnbetrieb zu ersetzen. Die Planungen wurden nach dem Zweiten Weltkrieg wiederaufgenommen und beinhalteten eine Tunnelstrecke mit Steigungen bis zu 18 ‰ und Krümmungsradien von mindestens 300 Metern sowie einen neuen Kopfbahnhof in Cosenza. Im März 1966 wurde mit den über zwanzig Jahre dauernden und mit rund 20 Milliarden Lire veranschlagten Bauarbeiten begonnen. Am 31. Mai 1987 wurde der neue Bahnhof in Cosenza eröffnet und mit dem Inkrafttreten des Sommerfahrplans wurde die mit 3000 Volt Gleichstrom elektrifizierte Neubaustrecke dem Verkehr übergeben. Neben dem neuen Bahnhof ist der 15,332 Kilometer lange Santomarco-Basistunnel mit einer Kreuzungsstation in seiner Mitte der wichtigste Bestandteil der neuen Linie.